# Per Norlin
Per Adolf Norlin, född 23 januari 1905 i Stockholm, död 11 januari 1992, var en svensk flygman och företagsledare.

## Biografi
Norlin anställdes 1924 vid det då nygrundade AB Aerotransport, ABA, och blev 1927 direktörsassistent i bolaget.
Då Svensk Interkontinental Lufttrafik AB, SILA, bildades 1943 utsågs Norlin till dess verkställande direktör och fick även samma post i Scandinavian Airlines vid dess tillkomst 1946. Då SILA 1948 förenades med AB Aerotransport, ABA, blev Norlin vice verkställande direktör i detta bolag.
Han utsågs till verkställande direktör för ABA 1949 och lämnade då SAS och SILA.
År 1951 lämnade Norlin ABA och återinträdde som VD i det reorganiserade SAS. Han behöll denna post till 1954.
Han var därefter åter VD för SILA från 1955 och senare direktör i Johnsonkoncernen.
Norlin var även vice ordförande i svenska aeroklubben och medlem av två permanenta kommittér i International Air Traffic Association. Han blev kommendör av första klassen av Vasaorden 1955.

## Familj
Per Norlin var gift med Eva de Champs (1905–1989). Makarna är gravsatta på Norra begravningsplatsen utanför Stockholm.